# Fábio Flôr
Fábio Flôr (Balneário Camboriú, 21 de dezembro de 1975 é um contador e político brasileiro.
Filho de Manoel Otávio Flor e de Arlete da Silva Flor. Casado com Patrícia Splitter.
Foi candidato a deputado estadual à Assembleia Legislativa de Santa Catarina pelo Partido Progressista (PP) nas eleições estaduais em Santa Catarina em 2014, obtendo 15.714 votos. Ficou na suplência de seu partido, convocado em 31 de maio de 2016, tomou posse na 18ª Legislatura (2015-2019), por 60 dias, durante o afastamento do deputado João Amin.